# Maximilian Volochine
Pour les articles homonymes, voir Volochine.
Maximilian Volochine (en russe : Максимилиа́н Алекса́ндрович Кирие́нко-Воло́шин, Maksimilian Aleksandrovitch Kirienko-Volochine), né le 16 mai 1877 (28 mai dans le calendrier grégorien) à Kiev, mort le 11 août 1932 à Koktebel (en Crimée, aujourd'hui en Ukraine), poète russe symboliste, traducteur du français, peintre (aquarelliste) et critique littéraire.

## Biographie

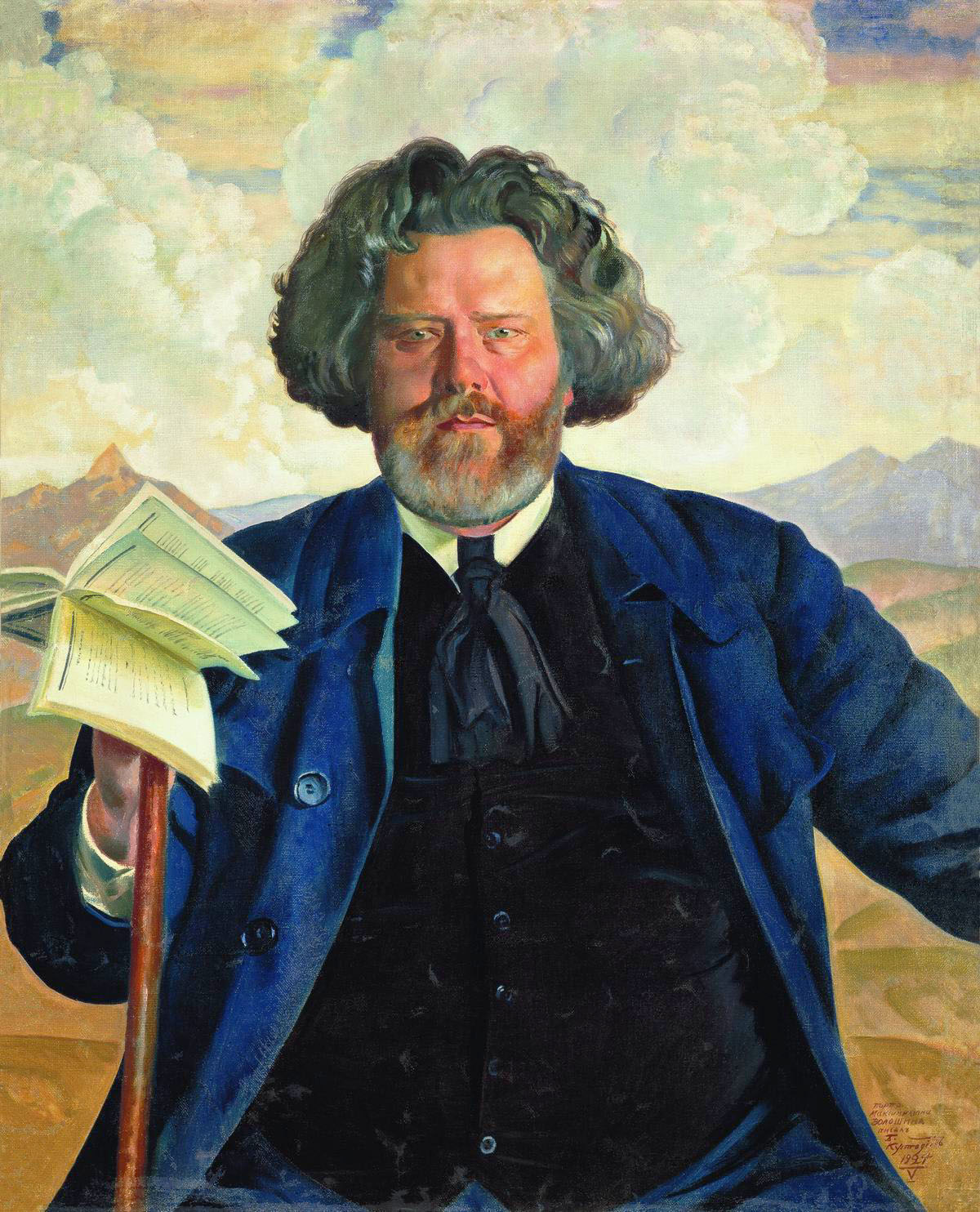
Portrait du poète Maximilian Volochine par Boris Koustodiev, 1924

D'origine noble, Maximilian Volochine passa sa prime jeunesse à Taganrog et à Sébastopol. Il poursuit ses études secondaires (jusqu'en 1893) au Premier lycée classique de Moscou. Il termine le collège de Théodosie et fait des études de droit à l'université d'État de Moscou, d'où il est exclu pour avoir participé à une manifestation d'étudiants. Il vit à Paris, avec de fréquents retours en Russie, entre 1901 et 1906 où il est au début étudiant à la Sorbonne et ensuite correspondant des journaux Rous et Vesti. Il s'applique à faire connaître la culture russe et notamment la peinture russe aux Français dans des revues françaises. Il avait été l'élève à Paris d'Élisabeth Krouglikova, peintre renommé. En 1906, il épouse Margarita Sabachnikova, mais le couple, qui vit à Saint-Pétersbourg, se dispute fréquemment et se sépare. En 1907 il s'établit définitivement en Crimée, dans sa propriété de Koktebel, construite en 1903, où il accueille entre autres Marina Tsvetaïeva (qui l'appelait mi-bœuf mi-dieu), Sergueï Efron, Ossip Mandelstam, Andreï Biély.
En 1915, pacifiste, il écrit Anno mundi ardentis 1915, contre la guerre. Il participe aux expositions de Mir iskousstva, où il expose ses aquarelles de Crimée. Il traduisit Paul Claudel.
Martiniste, Supérieur Inconnu, il est membre de la loge Saint-Jean l'Apôtre.
Sa mère, née Elena Ottobaldovna Glaser, se sépara de son mari, juriste à Kiev qui mourut peu après en 1881. Elle passa toute sa vie à soutenir son fils et à vivre avec lui en Crimée. 
Après la guerre civile où il accueillit des rescapés, il demeura à Koktebel, dans sa maison qu'il avait réussi à donner à l'Union des écrivains soviétiques et qui accueillait des écrivains en vacances, dont Alexandre Grine. Il fait d'ailleurs partie de l'école de peinture de Cimmérie.

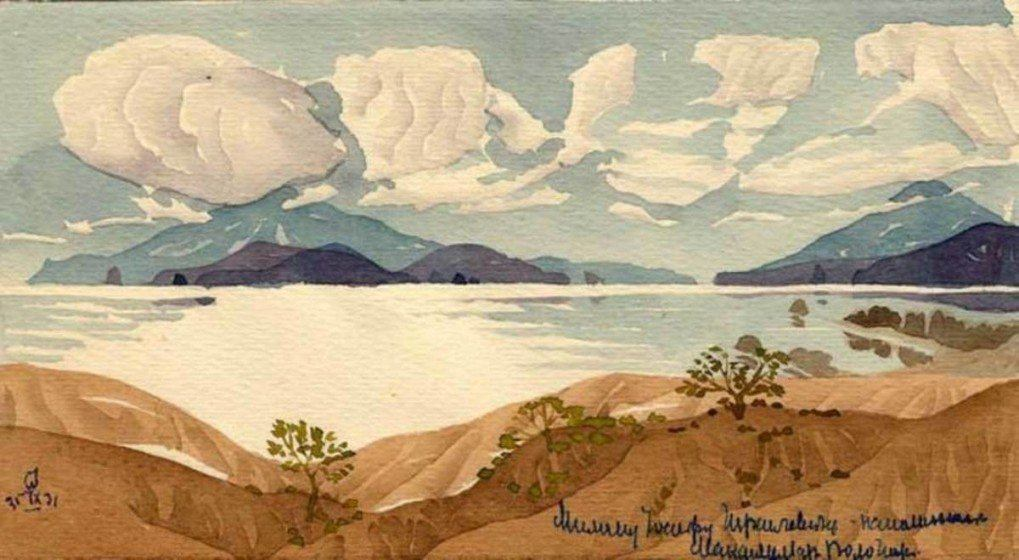
Vue de Koktebel par Volochine.

## Extraits
Pluie
  Dans la pluie, Paris, 

  Rose grise, s'épanouit. 

  Elle susurre, elle vous enivre 

  Des caresses humides de la narcose...

  Et du haut de Notre-Dame, 

  Les gueules des monstres regardent

  Les trésors amoncelés 

  Répandus sur les pierres.
(Poésies, 1909),

## Œuvres traduites en français
- Maximilian Volochine, Saint Séraphim, Lausanne, L'Âge d'Homme, « Petite bibliothèque slave », 2006.  (ISBN 2825119768)
- Maximilian Volochine, Écrits sur l'art, Paris, Hermann, « Savoir sur L'art », 2008.   (ISBN 2705665595)